# Sjadrinsk
Sjadrinsk (Russisch: Шадринск) is de op een na grootste stad van de Russische oblast Koergan op het West-Siberisch Laagland. De stad ligt op 146 kilometer ten noordwesten van Koergan aan de linkeroever van de rivier de Iset (zijrivier van de Tobol) en vormt het bestuurlijk centrum van het gelijknamige gemeentelijke district. De stad heeft een station aan de spoorlijn van Kamensk-Oeralski naar Koergan. Iets ten zuiden van de stad ligt de gelijknamige luchtmachtbasis Sjadrinsk.

## Geschiedenis

### Periode voor de komst van de Russen
Het gebied rond de stad wordt in ieder geval bewoond sinds het Laat-paleolithicum. In totaal zijn meer dan 20 archeologische vindplaatsen bekend. Uit de vroege IJzertijd zijn drie vestingen gevonden, waar landbouw werd bedreven. van de 3e tot de 9e eeuw groeide het gebied uit tot een plaats waar veel Oegrische stammen (nauw verwant aan de huidige Chanten en Mansen) gingen wonen. Dit waren voornamelijk veehouders. Zij lieten grote vestingen achter, zoals Bolsjoje Bakalskoje (op 3 kilometer ten zuiden van Sjadrinsk bij het dorpje Bakalda), Mylnikovskoje en Polevskoje. In de 16e eeuw kwamen de eerste Russen naar het gebied. Doordat het kanaat Sibir er echter nog actief was, duurde het tot de tocht van Jermak in 1581, voordat begonnen kon worden met de kolonisatie van het gebied. Wat tsaar Ivan IV er overigens niet van weerhield om al in 1574 de familie Stroganoff de gebieden langs de rivier de Tobol in bezit te geven.

### Ontstaan als fort en bestuurlijke plaats
Eind 16e eeuw werd het gebied bevolkt door vooral Basjkieren en Oeral-Tataren vanuit de richting van Chingi-tura. In 1644 ontstond de Russische nederzetting Dalmat, die kort daarop echter werd platgebrand door kan Devlet Giray, maar kort daarna opnieuw werd opgebouwd met een kerk erbij. De kerk en de boeren die zich er vestigden stonden echter onder voortdurend gevaar van aanvallen door nomadische volken en er werd dan ook gezocht naar ene manier om de burgers in het gebied te kunnen beveiligen tegen invallen.
In die tijd lag op de locatie van het huidige Sjadrinsk de plaats Sjadrinska zaimka, welke vanaf 1644 Zaimka ("handelsplaats") werd genoemd. De Russische naam is ofwel afkomstig van de benaming Sjadra ("bedekt met pokken") of het patroniem Sjadrin of van het Tataarse woord sjtsjedra ("open plek in het bos"; de open plek tussen de rivieren Iset en Sjadrinka).

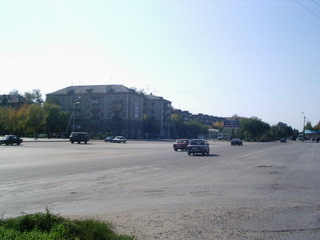
De Sverdlovstraat (oelitsa Sverdlova), de centrale weg in de stad

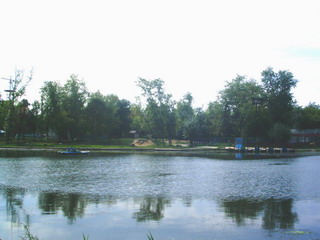
De Keldjoesjev-stadsvijver

In 1662 werd de ostrog (houten fort) Sjadrinski gebouwd door zemleprochodtsy in opdracht van tsaar Alexis I. Onder bescherming van deze ostrog begonnen vele landloze boeren, voortvluchtige lijfeigenen en oudgelovigen uit de Cis-Oeral en de noordelijke en centrale delen van Europees Rusland (Novgorod, Pskov, Veliki Oestjoeg, Archangelsk, Pomorje en omliggende gebieden) zich te vestigen langs de oevers van de Isetrivier op zoek naar de beste landbouwgronden. Joeri Maletsjkin (ook bekend onder zijn bijnaam Joeri Solovjom; "Joeri de nachtegaal") wordt gezien als de stichter van Sjadrinsk in 1662. Hij trok naar de gouverneur van Tobolsk met het verzoek tot de stichting van de ostrog en de nederzetting, waarvan de bouw op 25 september 1662 begon.
Door de snelle groei van de bevolking groeide de ostrog Sjadrinski uit tot een sloboda. In 1686 was Sjadrinski sloboda de grootste plaats van West-Siberië. In dat jaar bevonden zich er 137 huizen met landbouwers en er woonden verder 10 Belomestnye Kozakken (Беломестные казаки) en 41 dragonders. In dezelfde tijd had Tsarjovo Gorodisjtsje (Koergan) nog slechts 26 huizen en Katajsk 126.
Vanaf de tweede helft van de 17e eeuw tot de 19e eeuw was de plaats het bestuurlijk en handelscentrum van de regio rond de Iset en vormde als agrarisch centrum een van de broodproducenten van de Oeral. Landeigendom bestond er praktisch niet; het merendeel van de bevolking bestond uit lijfeigenen van de staat.

### 18e eeuw
In 1708 werd Sjadrinsk met de hele regio rond de Iset (waar toen ongeveer 4000 mensen woonden) onderdeel van het gouvernement Siberië. In 1712 werd in Sjadrinski sloboda een kerk ter ere van de aartsengel Michaël gebouwd, waarop de plaats bekend werd onder de naam Archangelski Sjadrinski gorodok of Maloarchangelsk, wat later werd veranderd naar de huidige naam Sjadrinsk. In dat jaar kreeg de plaats ook de status van stad onder jurisdictie van de oejezd van Tobolsk. In de 18e eeuw bleef Sjadrinsk beperkt tot enkele kruisingen: de straten Vesjoloj (nu Libknechta) en Tserkovnoj (nu Ljoeksemboerg) stonden haaks op de lineair lopende straten Nabereznoj (Kondjoerina) en Petropavlovskoj (Marksa). Over de laatstgenoemde straten bedroeg de lengte van de plaats 1 kilometer en over de breedte 200 tot 400 meter.
In 1730 raakte de stad zwaar beschadigd als gevolg van frequente Basjkierse opstanden en in 1736 brak eveneens hierdoor een omvangrijke brand uit in de stad. Kleine boeren namen deel aan de opstanden eind 18e eeuw. Met name de lijfeigenen die zwaar werden uitgebuit door de geestelijkheid van het klooster van Dalmatovo (Dalmat) waren hierbij betrokken en deze opstand, die duurde van 1762 tot 1764, waarna ze werd onderdrukt en 198 deelnemers publiek werden gegeseld, werd aangeduid als de doebinsjtsjina. Later werd het gebied opnieuw opgeschrikt door de Poegatsjov-opstand van 1773 tot 1774.
In 1796 kreeg Sjadrinsk de status van oejezdstad binnen het gouvernement Perm. De oejezd had toen 16.000 inwoners verspreid over 29 sloboda's, 202 Russische dorpen, 5 dorpen met 'heterodoxen', 1 landheer-zaimka (afgelegen landgoed met enkele huizen) en 3 losstaande fabrieksnederzettingen. In de stad zelf woonden eind 18e eeuw 1500 mensen, wat steeg naar ruim 7.000 in 1870.
In de tweede helft van de 18e eeuw begon een grote ontwikkeling van de katoenindustrie in de plaats. In Sjadrinsk werkten toen 1500 handwerkslieden. Andere activiteiten die werden opgestart hielden zich bezig met de verwerking van grondstoffen; een talk (mineraal)talksmelterij, zeepziederij, vlitlaarzenmakerij, blauwzuurmakerij en een aantal steenfabrieken.

### 19e en begin 20e eeuw
In 1825 werd de Krestovo-Ivanovomarkt opgericht op ongeveer 25 kilometer van Sjadrinsk bij het plaatsje Krestovskoje, die uitgroeide tot de op een na grootste jaarmarkt van de Oeral, na de markt van Irbit. Er werden vooral landbouwproducten verhandeld. Eerder bestonden al vanaf 1792 de Petrov-, Michajlov- en Afanasjevmarkten in de stad. Op de markten werd gehandeld in brood, grutten, vlees, oliën, dierlijke vetten en linnen. Handelaren uit de Oeral, Nizjni Novgorod, Kirgizië, Buchara verhandelden er kleding, tapijten en metalen voorwerpen.
In de 19e eeuw groeide de stad uit tot een van de belangrijkste handels- en culturele centra van de regio Trans-Oeral (Zaoeralje). In de stad ontstonden werkplaatsen waar valenki werden gemaakt, leerlooierijen, schoenmakerijen en andere handwerkszaken. Van 1822 tot 1840 bevond zich er een porseleinfabriek van ondernemer Fetisov, de eerste aan de oostzijde van de Oeral. Tot 1890 bevonden zich 27 industriële bedrijven in de stad. Nadat het Russisch lijfeigenschap werd afgeschaft in 1861, werd een openbare bank geopend en ontstond de destilleerder Poklevski-Kozell. Begin 20e eeuw ontstond de spin- en weeffabriek van de gebroeders Boetakov en de reparatieplaats voor landbouwwerktuigen van Molodtsov.
In de jaren 70 van de 19e eeuw bevonden zich in Sjadrinsk twee ziekenhuizen en een apotheek. De eerste school werd geopend in 1789, maar pas begin 20e eeuw ontstonden de eerste middelbare scholen: in 1906 een school voor vrouwen, in 1907 een realschule (realnoje oetsjilisjtsje) en in 1914 een kweekschool voor onderwijzers. Culturele instellingen die ontstonden, waren een bibliotheek in 1876, een amateurtheater in de jaren 80 van de 19e eeuw en een club voor verkopers met een bioscoop en een theater in 1910.
In 1870 kreeg Sjadrinsk lokaal zelfbestuur: er werd een Doema en een uitvoerend orgaan ingesteld onder leiding van een stadshoofd. Bij de Russische Revolutie was het een oejezdstad met een bevolking van ongeveer 17.000 personen.
In 1871 werd door een grote brand de helft van de stad in de as gelegd, maar de schade werd snel hersteld en stad groeide snel. In 1879 stonden er 2000 huizen, waarvan ongeveer 100 stenen. Ook waren er toen 5 stenen en 1 houten kerk en 363 winkels.

### Russische Burgeroorlog
Op 31 januari 1921 begon de West-Siberische Opstand tegen de communistische krachten. Deze ontstond vanuit Omsk, waar de Siberische boerenunie in 1920 was opgericht om de Sovjetregering omver te werpen. Midden februari had deze opstand zich uitgebreid tot het hele gouvernement Tjoemen, een groot deel van het gouvernement Omsk, de okroeg van Koergan en de oejezden van Sjadrinsk en Kamysjlov. Tijdens de onlusten werden meer dan 5000 communisten en sympathisanten gedood, werd het spoorwegverkeer met Centraal-Rusland lam gelegd en een aantal spoorweg-depots vernield. Op 12 februari 1921 werd een bolsjewistische "trojka" opgezet om de opstand neer te slaan. Hiervoor werd op grote schaal gebruikgemaakt van de speciale eenheden van de Tsjasti osobogo naznatsjenia (TsjON), die vanuit Centraal-Rusland werden aangerukt. Eind februari, begin maart hadden de bolsjewieken het gebied weer in handen. Tijdens de terugtrekking van de witten uit de stad vluchtten veel bewoners mee in de gedachte dat dit tijdelijk zou zijn. De bolsjewieken wonnen de oorlog echter en veel van hun eigendommen werden verbeurd verklaard. Ook werden de bezittingen van handelaren, geestelijken en overheidsfunctionarissen genationaliseerd en vaak aan arbeidersfamilies gegeven.

### Sovjet-periode
In 1924 werd Sjadrinsk onderdeel van de oblast Oeral en na de opheffing hiervan in 1934 van de nieuwe oblast Tsjeljabinsk. In 1941 kreeg Sjadrinsk de status van stad onder oblastjurisdictie. Twee jaar later, in februari 1943, werd de stad onderdeel van de nieuwe oblast Koergan.
In 1913 kwam de spoorlijn van Sinarski (bij Kamensk-Oeralski) naar Sjadrinsk gereed. In 1933 volgde de spoorlijn van Sjadrinsk naar Koergan. Deze laatste zorgde voor een grote groei van de economie, daar de stad hierdoor werd aangesloten op het netwerk van de Russische spoorwegen. Tijdens de Tweede Wereldoorlog (Grote Vaderlandse Oorlog) werd de stad ingezet bij de landbouwproductie en werd de industrie sterk opgevoerd door de evacuatie van enkele fabrieken uit Europees Rusland. Op basis van deze gevacueerde bedrijven werden zes industriële bedrijven gevormd: dit waren onder andere Avtoagregat (productie van warmtewisselaars), Poligrafmasj (polygraafmachines, in 1996 failliet gegaan, nu Delta Technologia), een telefoonfabriek en een naaifabriek.

## Geografie

### Klimaat
| Maand                       | jan   | feb   | mrt   | apr   | mei  | jun  | jul  | aug  | sep  | okt   | nov   | dec   | Jaar  |
| --------------------------- | ----- | ----- | ----- | ----- | ---- | ---- | ---- | ---- | ---- | ----- | ----- | ----- | ----- |
| Hoogste maximum (°C)        | 3,8   | 7,2   | 15,9  | 30,6  | 36,0 | 36,5 | 38,5 | 37,0 | 33,0 | 23,1  | 12,1  | 7,3   | 38,5  |
| Gemiddeld maximum (°C)      | −10,5 | −8,3  | −0,6  | 10,5  | 19,0 | 24,2 | 25,3 | 22,4 | 16,1 | 8,0   | −2,6  | −8,4  | 7,9   |
| Gemiddelde temperatuur (°C) | −14,4 | −12,9 | −5,4  | 5,4   | 12,7 | 18,2 | 19,6 | 17,1 | 11,3 | 4,2   | −5,8  | −12,0 | 3,2   |
| Gemiddeld minimum (°C)      | −18,3 | −17,5 | −10,1 | 0,2   | 6,4  | 12,1 | 13,9 | 11,8 | 6,4  | 0,4   | −9,0  | −15,5 | −1,6  |
| Laagste minimum (°C)        | −39,5 | −39,1 | −30,0 | −17,6 | −8,0 | −2,8 | 3,4  | −0,2 | −4,2 | −19,1 | −37,8 | −45,2 | −45,2 |
|                             |       |       |       |       |      |      |      |      |      |       |       |       |       |
| Neerslag (mm)               | 23,2  | 16,4  | 18,5  | 21,5  | 44,6 | 64,4 | 73,4 | 60,2 | 54,5 | 36,7  | 30,9  | 24,7  | 469,0 |
| Bron: Погода Шадринск       |       |       |       |       |      |      |      |      |      |       |       |       |       |

## Economie
Sjadrinsk is na Koergan het grootste industriële centrum van de oblast. Daarnaast vormt de stad het culturele centrum van de omliggende landbouwregio.
De belangrijkste fabriek (plaatsvormende onderneming) in de stad is SJAAZ, de hydraulische systemenfabriek, die de voortzetting vormt van Avtoaggregat, waar auto-onderdelen worden geproduceerd en die onderdeel vormt van het Mijnbouw-Metallurgisch bedrijf van de Oeral. Ook heeft Sjadrinsk een fabriek voor de reparatie van diesellocomotieven, een zuivelfabriek, waar naast zuivelproducten ook het mineraalwater Sjadrinskaja wordt geproduceerd, een telefoonfabriek, een fabriek voor de productie van gebouwomhullingen (ogrjdajoesjtsjich konstroektsi) en een fabriek voor de productie van bouwelementen van gewapend beton. In de omgeving wordt graan verbouwd en bevinden zich veehouderijen; vlees- en melkveehouderijen, varkenshouderijen en paardenfokkerijen (Orlovdravers). In de buurt van de stad bevinden zich ook een aantal mineraalwaterbronnen.

## Demografie

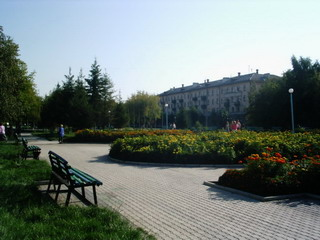
De steeg van Overwinning, Komsomolstraat

| 1897   | 1926   | 1939   | 1959   | 1970   | 1979   | 1989   | 2002   |
| ------ | ------ | ------ | ------ | ------ | ------ | ------ | ------ |
| 11.700 | 19.200 | 31.000 | 52.300 | 72.600 | 81.500 | 86.713 | 80.865 |

## Onderwijs en cultuur
In de stad bevindt zich onder andere het Staatsinstituut voor Pedagogiek van Sjadrinsk en de Technische school van Sjadrinsk voor Beroepspedagogiek. Daarnaast bevinden zich er filialen van 5 instellingen voor hoger onderwijs, 5 technische scholen, 5 beroepsscholen, 15 gewone onderwijsinstellingen, een muziekschool, een kunstschool en een sportschool.
Sinds 1896 bevindt zich een dramatheater in de stad. Ook bevindt zich er een museum voor lokale geschiedenis, een huismuseum van de in de stad geboren beeldhouwer Ivan Sjadr (eigenlijk Ivanov, 1887-1941) en een vaderlandsmuseum vernoemd naar onderzoeker Vladimir Birjoekov (1888-1971).
De belangrijkste monumenten van de stad zijn drie kerken: de Gedaanteverandering van Jezus-kathedraal (eerste stenen gebouw van Sjadrinsk in 1771 in "Oekraïens"-Barokke stijl met Russische architectuurinvloedden) en de Nikolaj-kerk (gebouwd tussen 1793 en 1802) en Zondagskerk uit 1879. Daarnaast het gebouw van een voormalige technische hogeschool, het gebouw van de zemstvoraad uit 1870, de bazaar uit de jaren 70 van de 19e eeuw en een aantal huizenblokken uit het einde van de 19e, begin 20e eeuw.
Bestuurlijk centrum: Koergan

Dalmatovo · Katajsk · Koertamysj · Makoesjino · Petoechovo · Sjadrinsk · Sjoemicha · Sjtsjoetsje